# Xanthorhoe oculata
Xanthorhoe oculata är en fjärilsart som beskrevs av Fletcher 1958. Xanthorhoe oculata ingår i släktet Xanthorhoe och familjen mätare. Inga underarter finns listade i Catalogue of Life.